# Rejon mozyrski
Rejon mozyrski (biał. Мазырскі раён) – rejon w południowo-wschodniej Białorusi, w obwodzie homelskim. Leży na terenie dawnego powiatu mozyrskiego.